# Seznam medailistů na mistrovství Československa a Česka mužů a žen v běhu na 100 m

### Muži
| Rok          | Místo              | Zlato               | Výkon         | Stříbro             | Bronz                        |
| ------------ | ------------------ | ------------------- | ------------- | ------------------- | ---------------------------- |
| MR ČSR 1945  | Praha              | Miroslav Horčic     | 11,0          | Mirko Paráček       | Zdeněk Gail                  |
| MR ČSR 1946  | Praha              | Jiří David          | 11,0          | Jan Schmid          | Mirko Paráček                |
| MR ČSR 1947  | Praha              | Jiří David          | 10,7          | Mirko Paráček       | Miroslav Horčic              |
| MR ČSR 1948  | Praha              | Miroslav Horčic     | 10,9          | Jan Schmid          | František Brož               |
| MR ČSR 1949  | Praha              | Miroslav Horčic     | 10,8          | Stanislav Kroupa    | Zdeněk Šimek                 |
| MR ČSR 1950  | Bratislava         | Miroslav Horčic     | 10,9          | Zdeněk Pospíšil     | František Brož               |
| MR ČSR 1951  | Brno               | Rudolf Otava        | 10,8          | Miroslav Horčic     | František Brož               |
| MR ČSR 1952  | Praha              | Miroslav Horčic     | 10,8          | Zdeněk Pospíšil     | Jiří David                   |
| MR ČSR 1953  | Praha              | Václav Janeček      | 10,6          | František Brož      | František Šimánek            |
| MR ČSR 1954  | Ostrava            | Václav Janeček      | 10,7          | František Šimánek   | Bohuslav Hlídek              |
| MR ČSR 1955  | Brno               | Václav Janeček      | 10,6          | Zdeněk Procházka    | Miroslav Horčic              |
| MR ČSR 1956  | Bratislava         | Václav Janeček      | 10,7          | František Šimánek   | Vladimír Šimeček             |
| MR ČSR 1957  | Praha              | František Šimánek   | 11,0          | Zdeněk Procházka    | Ján Šteso                    |
| MR ČSR 1958  | Ostrava            | Václav Janeček      | 10,6          | Ján Šteso           | Václav Kynos                 |
| MR ČSR 1959  | Praha              | Václav Kynos        | 10,5          | Václav Janeček      | František Mikluščák          |
| MR ČSSR 1960 | Brno               | František Mikluščák | 10,8          | Ján Šteso           | Jozef Kovalčin               |
| MR ČSSR 1961 | Praha              | Vilém Mandlík       | 10,4          | František Mikluščák | Jiří Kynos                   |
| MR ČSSR 1962 | Ostrava            | Vilém Mandlík       | 10,7          | František Mikluščák | Petr Uhlíř                   |
| MR ČSSR 1963 | Hradec Králové     | Josef Votrubec      | 10,6          | Vilém Mandlík       | František Mikluščák          |
| MR ČSSR 1964 | Praha              | Vilém Mandlík       | 10,7          | Herbert Bende       | Josef Votrubec               |
| MR ČSSR 1965 | Zábřeh             | Vilém Mandlík       | 10,4          | Jiří Kynos          | Ladislav Kříž                |
| MR ČSSR 1966 | Třinec             | Herbert Bende       | 10,6          | Juraj Demeč         | Petr Utěkal                  |
| MR ČSSR 1967 | Sokolov            | Juraj Demeč         | 10,5          | Herbert Bende       | Petr Utěkal                  |
| MR ČSSR 1968 | Jablonec nad Nisou | Petr Utěkal         | 10,5          | Vladimír Janček     | Jiří Kynos                   |
| MR ČSSR 1969 | Považská Bystrica  | Luděk Bohman        | 10,3          | Jiří Kynos          | Petr Utěkal                  |
| MR ČSSR 1970 | Ostrava            | Luděk Bohman        | 10,4          | Petr Utěkal         | Imrich Pivarník              |
| MR ČSSR 1971 | Praha              | Luděk Bohman        | 10,3          | Petr Utěkal         | Juraj Demeč                  |
| MR ČSSR 1972 | Praha              | Juraj Demeč         | 10,3          | Luděk Bohman        | Josef Čeliš                  |
| MR ČSSR 1973 | Banská Bystrica    | Juraj Demeč         | 10,3          | Jaroslav Matoušek   | Marián Králik                |
| MR ČSSR 1974 | Praha              | Jaroslav Matoušek   | 10,4          | Juraj Demeč         | Luděk Bohman                 |
| MR ČSSR 1975 | Bratislava         | Juraj Demeč         | 10,6          | Jaroslav Matoušek   | Luděk Bohman                 |
| MR ČSSR 1976 | Třinec             | Jaroslav Matoušek   | 10,47         | Roman Lacko         | Martin Pelach                |
| MR ČSSR 1977 | Ostrava            | Martin Pelach       | 10,68         | Otakar Wild         | Luděk Bohman                 |
| MR ČSSR 1978 | Praha              | Zdeněk Mazur        | 10,69         | Ladislav Latocha    | Luděk Bohman                 |
| MR ČSSR 1979 | Praha              | Ladislav Latocha    | 10,74         | Roman Lacko         | Zdeněk Mazur                 |
| MR ČSSR 1980 | Praha              | Roman Lacko         | 10,69         | Zdeněk Mazur        | Miroslav Dongres             |
| MR ČSSR 1981 | Ostrava            | Josef Lomický       | 10,62         | František Břečka    | Luboš Chochlík               |
| MR ČSSR 1982 | Praha              | Zdeněk Mazur        | 10,35         | Adolf Forman        | Ludvík Svoboda               |
| MR ČSSR 1983 | Praha              | Ľuboš Chochlík      | 10,68         | Petr Novotný        | Jiří Hudec                   |
| MR ČSSR 1984 | Praha              | František Ptáčník   | 10,41         | František Břečka    | Luboš Chochlík               |
| MR ČSSR 1985 | Praha              | Luboš Chochlík      | 10,51         | Josef Lomický       | Ivo Pištěk                   |
| MR ČSSR 1986 | Bratislava         | Luboš Chochlík      | 10,56         | Dušan Súkup         | Jiří Mezihorák               |
| MR ČSSR 1987 | Třinec             | Jiří Valík          | 10,52         | Jiří Mezihorák      | Luboš Chochlík Josef Lomický |
| MR ČSSR 1988 | Praha              | Jiří Valík          | 10,38         | Luboš Chochlík      | Jiří Mezihorák               |
| MR ČSSR 1989 | Banská Bystrica    | Jiří Valík          | 10,35         | Jiří Mezihorák      | Luboš Chochlík               |
| MR ČSFR 1990 | Praha              | Jiří Valík          | 10,51         | Luboš Ruda          | Radek Stupka                 |
| MR ČSFR 1991 | Ostrava            | Jiří Valík          | 10,41         | Jiří Mezihorák      | Pavel Polomský               |
| MR ČSFR 1992 | Nitra              | Jiří Valík          | 10,27         | Luboš Ruda          | Jiří Ondráček                |
| MR ČR 1993   | Jablonec nad Nisou | Jiří Valík          | 10,40         | Walter Pilch        | Jiří Ondráček                |
| MR ČR 1994   | Jablonec nad Nisou | Jiří Valík          | 10,52         | Petr Boček          | Martin Duda                  |
| MR ČR 1995   | Ostrava            | Jiří Valík          | 10,46         | Ivan Šlehobr        | Martin Duda                  |
| MR ČR 1996   | Praha              | Ivan Šlehobr        | 10,80         | Martin Duda         | Walter Pilch                 |
| MR ČR 1997   | Třinec             | Martin Duda         | 10,44         | Ivan Šlehobr        | Ivo Krsek                    |
| MR ČR 1998   | Jablonec nad Nisou | Ivan Šlehobr        | 10,58         | Jiří Valík          | Radek Řechka                 |
| MR ČR 1999   | Ostrava            | Martin Duda         | 10,46         | Pavel Rada          | Tomáš Dřímal                 |
| MR ČR 2000   | Plzeň              | Martin Duda         | 10,63         | Radek Řechka        | Luděk Bohman                 |
| MR ČR 2001   | Jablonec nad Nisou | Vit Havlíček        | 10,52         | Radek Řechka        | Roman Zubek                  |
| MR ČR 2002   | Ostrava            | Radek Zachoval      | 10,52         | Pavel Rada          | Radek Řechka                 |
| MR ČR 2003   | Olomouc            | Jiří Vojtík         | 10,38         | Milan Novotný       | Rostislav Šulc               |
| MR ČR 2004   | Plzeň              | Martin Břeň         | 10,46         | Rostislav Šulc      | Roman Zubek                  |
| MR ČR 2005   | Kladno             | Jan Stokláska       | 10,58         | Tomáš Knebl         | Ondřej Kozlovský             |
| MR ČR 2006   | Praha              | Rostislav Šulc      | 10,57         | Jan Veleba          | Jan Stokláska                |
| MR ČR 2007   | Třinec             | Rostislav Šulc      | 10,72         | Libor Žilka         | Petr Daněček                 |
| MR ČR 2008   | Tábor              | Lukáš Milo          | 10,26         | Jan Veleba          | Rostislav Šulc               |
| MR ČR 2009   | Praha              | Libor Žilka         | 10,51         | Jan Veleba          | Rostislav Šulc               |
| MR ČR 2010   | Třinec             | Jan Veleba          | 10,46         | Libor Žilka         | Lukáš Milo                   |
| MR ČR 2011   | Brno               | Pavel Maslák        | 10,22         | Lukáš Milo          | Jan Veleba                   |
| MR ČR 2012   | Vyškov             | Lukáš Milo          | 10,39         | Rostislav Šulc      | Petr Szetei                  |
| MR ČR 2013   | Tábor              | Zdeněk Stromšík     | 10,32         | Pavel Maslák        | Marek Bakalár                |
| MR ČR 2014   | Ostrava            | Jan Veleba          | 10,32         | Zdeněk Stromšík     | Marek Bakalár                |
| MR ČR 2015   | Plzeň              | Jan Jirka           | 10,67         | Pavel Benda         | David Kolář                  |
| MR ČR 2016   | Tábor              | Jan Veleba          | 10,28         | Marcel Kadlec       | Zdeněk Stromšík              |
| MR ČR 2017   | Třinec             | Zdeněk Stromšík     | 10,29         | Pavel Maslák        | Jan Veleba                   |
| MR ČR 2018   | Kladno             | Zdeněk Stromšík     | 10,43         | Jan Veleba          | David Kolář                  |
| MR ČR 2019   | Brno               | Jan Veleba          | 10,16         | Zdeněk Stromšík     | Dominik Záleský              |
| MR ČR 2020   | Plzeň              | Jan Veleba          | 10,28         | Dominik Záleský     | David Kolář                  |
| MR ČR 2021   | Zlín               | Dominik Záleský     | 10,31         | Zdeněk Stromšík     | Štěpán Hampl                 |
| MR ČR 2022   | Hodonín            | Zdeněk Stromšík     | 10,12 Rek. MR | David Kolář         | Eduard Kubelík               |
| MR ČR 2023   | Tábor              | Jan Veleba          | 10,54         | Zdeněk Stromšík     | Eduard Kubelík               |
| MR ČR 2024   | Zlín               | Zdeněk Stromšík     | 10,43         | Jan Veleba          | Petr Hroch                   |
| MR ČR 2025   |                    |                     |               |                     |                              |

### Ženy
| Rok          | Místo              | Zlato                           | Výkon         | Stříbro                 | Bronz                        |
| ------------ | ------------------ | ------------------------------- | ------------- | ----------------------- | ---------------------------- |
| MR ČSR 1945  | Praha              | Vlasta Píšová                   | 13,5          | Marie Matesová          | Věra Benešová                |
| MR ČSR 1946  | Praha              | Věra Kuželová                   | 12,7          | Danuše Hiklová          | Helena Straková              |
| MR ČSR 1947  | Praha              | Olga Šicnerová                  | 12,6          | Danuše Hiklová          | Danuše Klesnilová            |
| MR ČSR 1948  | Praha              | Olga Šicnerová                  | 12,0          | Věra Bémová-Kuželová    | Miloslava Duchoňová          |
| MR ČSR 1949  | Praha              | Olga Šicnerová                  | 12,4          | Eva Kučerová            | Danuše Hiklová               |
| MR ČSR 1950  | Bratislava         | Dagmar Tesaříková               | 13,1          | Danuše Hiklová          | Jiřina Henzlová              |
| MR ČSR 1951  | Brno               | Olga Modrachová                 | 12,6          | Danuše Andrlová-Hiklová | Eva Zelenková                |
| MR ČSR 1952  | Praha              | Olga Modrachová                 | 12,9          | Dagmar Bosáková         | Věra Nopová                  |
| MR ČSR 1953  | Praha              | Libuše Říhová                   | 12,6          | Jana Rabová             | Věra Noppová                 |
| MR ČSR 1954  | Ostrava            | Libuše Strejčková-Říhová        | 12,5          | Jana Rabová             | Dagmar Kučerová              |
| MR ČSR 1955  | Brno               | Libuše Strejčková               | 12,3          | Věra Švajgrová-Noppová  | Zlata Ptáčková               |
| MR ČSR 1956  | Bratislava         | Libuše Strejčková               | 12,3          | Alena Stolzová          | Věra Švajgrová               |
| MR ČSR 1957  | Praha              | Libuše Strejčková               | 12,5          | Gertruda Prokopová      | Věra Švajgrová               |
| MR ČSR 1958  | Ostrava            | Alena Stolzová                  | 12,2          | Libuše Strejčková       | Anna Kovaříková              |
| MR ČSR 1959  | Praha              | Alena Stolzová                  | 12,2          | Vlasta Bubíková         | Anna Kovaříková              |
| MR ČSSR 1960 | Brno               | Alena Stolzová                  | 12,1          | Vlasta Bubíková         | Anna Kovaříková              |
| MR ČSSR 1961 | Praha              | Vlasta Bubíková                 | 12,2          | Eva Pletková            | Magda Seigová                |
| MR ČSSR 1962 | Ostrava            | Vlasta Přikrylová               | 12,0          | Alena Stolzová          | Eva Lehocká                  |
| MR ČSSR 1963 | Hradec Králové     | Alena Stolzová                  | 12,1          | Vlasta Přikrylová       | Jiřina Faltusová-Soldátová   |
| MR ČSSR 1964 | Praha              | Eva Lehocká                     | 11,8          | Eva Kucmanová           | Libuše Eichlerová-Králíčková |
| MR ČSSR 1965 | Zábřeh             | Vlasta Přikrylová               | 12,0          | Alena Hiltscherová      | Eva Kucmanová                |
| MR ČSSR 1966 | Třinec             | Eva Lehocká                     | 11,7          | Jana Šmerdová           | Eva Kucmanová                |
| MR ČSSR 1967 | Sokolov            | Eva Lehocká                     | 11,8          | Jana Šmerdová           | Eva Kucmanová                |
| MR ČSSR 1968 | Jablonec nad Nisou | Eva Lehocká                     | 11,6          | Jana Šmerdová           | Eva Putnová                  |
| MR ČSSR 1969 | Považská Bystrica  | Eva Lehocká                     | 11,5          | Jana Šmerdová           | Věra Knapová                 |
| MR ČSSR 1970 | Ostrava            | Jitka Birnbaumová-Potrebuješová | 11,6          | Jana Veverková-Šmerdová | Vlasta Seifertová            |
| MR ČSSR 1971 | Praha              | Jitka Birmbaumová               | 11,6          | Vlasta Seifertová       | Eva Lehocká                  |
| MR ČSSR 1972 | Praha              | Eva Lehocká                     | 11,3          | Mária Varchoľová        | Eva Putnová                  |
| MR ČSSR 1973 | Banská Bystrica    | Věra Knapová                    | 11,8          | Anna Reviľáková         | Eva Putnová                  |
| MR ČSSR 1974 | Praha              | Věra Knapová                    | 11,7          | Jana Veverková          | Anna Reviľáková              |
| MR ČSSR 1975 | Bratislava         | Eva Šuranová                    | 11,6          | Jana Veverková          | Anna Reviľáková              |
| MR ČSSR 1976 | Třinec             | Jarmila Nygrýnová               | 11,83         | Mária Varchoľová        | Věra Knapová                 |
| MR ČSSR 1977 | Ostrava            | Ludmila Jimramovská             | 12,15         | Zdena Holánová          | Daniela Široká               |
| MR ČSSR 1978 | Praha              | Radislava Šoborová              | 12,03         | Ludmila Jimramovská     | Daniela Drinková             |
| MR ČSSR 1979 | Praha              | Jarmila Kratochvílová           | 11,84         | Daniela Široká          | Štěpánka Sokolová            |
| MR ČSSR 1980 | Praha              | Jarmila Kratochvílová           | 11,49         | Štěpánka Sokolová       | Daniela Drinková             |
| MR ČSSR 1981 | Ostrava            | Daniela Drinková                | 11,88         | Daniela Široká          | Radislava Šoborová           |
| MR ČSSR 1982 | Praha              | Taťána Kocembová                | 11,56         | Štěpánka Sokolová       | Radislava Šoborová           |
| MR ČSSR 1983 | Praha              | Eva Murková                     | 11,72         | Štěpánka Sokolová       | Helena Syručková             |
| MR ČSSR 1984 | Praha              | Štěpánka Sokolová               | 11,89         | Helena Syrůčková        | Radislava Šoborová           |
| MR ČSSR 1985 | Praha              | Taťána Kocembová                | 11,48         | Helena Syrůčková        | Štěpánka Sokololová          |
| MR ČSSR 1986 | Bratislava         | Eva Murková                     | 11,63         | Monika Špičková         | Renata Černochová            |
| MR ČSSR 1987 | Třinec             | Monika Špičková                 | 11,82         | Daniela Weegerová       | Helena Trojancová            |
| MR ČSSR 1988 | Praha              | Renata Černochová               | 11,66         | Daniela Weegerová       | Monika Špičková              |
| MR ČSSR 1989 | Banská Bystrica    | Erika Suchovská                 | 11,59         | Monika Špičková         | Andrea Zsideková             |
| MR ČSFR 1990 | Praha              | Renata Kubalová-Černochová      | 11,49         | Monika Špičková         | Andrea Zsideková             |
| MR ČSFR 1991 | Ostrava            | Monika Špičková                 | 11,63         | Hana Benešová           | Andrea Zsideková             |
| MR ČSFR 1992 | Nitra              | Monika Špičková                 | 11,81         | Andrea Zsideková        | Zdena Mušínská               |
| MR ČR 1993   | Jablonec nad Nisou | Hana Benešová                   | 11,45         | Erika Suchovská         | Monika Špičková              |
| MR ČR 1994   | Jablonec nad Nisou | Erika Suchovská                 | 11,80         | Zdeňka Mušínská         | Denisa Němcová               |
| MR ČR 1995   | Ostrava            | Zdeňka Mušínská                 | 11,69         | Bohdana Válková         | Radana Volná                 |
| MR ČR 1996   | Praha              | Gabriela Švecová                | 11,54         | Hana Benešová           | Zdeňka Mušínská              |
| MR ČR 1997   | Třinec             | Hana Benešová                   | 11,45         | Pavlína Vostatková      | Zdeňka Mušínská              |
| MR ČR 1998   | Jablonec nad Nisou | Erika Suchovská                 | 11,48         | Pavlína Vostatková      | Markéta Pernická             |
| MR ČR 1999   | Ostrava            | Erika Suchovská                 | 11,45         | Hana Benešová           | Pavlína Dlouhá               |
| MR ČR 2000   | Plzeň              | Lenka Ficková                   | 11,78         | Šárka Beránková         | Pavla Andrýsková             |
| MR ČR 2001   | Jablonec nad Nisou | Erika Suchovská                 | 11,75         | Pavla Andrýsková        | Markéta Pernická             |
| MR ČR 2002   | Ostrava            | Hana Benešová                   | 11,56         | Pavla Andrýsková        | Štěpánka Klapáčová           |
| MR ČR 2003   | Olomouc            | Tereza Košková                  | 11,73         | Hana Benešová           | Pavlína Dlouhá               |
| MR ČR 2004   | Plzeň              | Štěpánka Klapáčová              | 11,70         | Hana Benešová           | Tereza Košková               |
| MR ČR 2005   | Kladno             | Štěpánka Klapáčová              | 11,76         | Tereza Košková          | Kristina Bažatová            |
| MR ČR 2006   | Praha              | Kristina Bažatová               | 11,65         | Iveta Mazáčová          | Martina Dostálová            |
| MR ČR 2007   | Třinec             | Pavlína Vostatková              | 11,94         | Kristina Bažatová       | Iveta Mazáčová               |
| MR ČR 2008   | Tábor              | Kateřina Čechová                | 11,57         | Pavlína Vostatková      | Kristina Bažatová            |
| MR ČR 2009   | Praha              | Kateřina Čechová                | 11,71         | Kristina Bažatová       | Monika Táborská              |
| MR ČR 2010   | Třinec             | Kateřina Čechová                | 11,59         | Iveta Mazáčová          | Kristina Bažatová            |
| MR ČR 2011   | Brno               | Kateřina Čechová                | 11,35         | Iveta Mazáčová          | Denisa Rosolová              |
| MR ČR 2012   | Vyškov             | Kateřina Čechová                | 11,32         | Barbora Procházková     | Iveta Mazáčová               |
| MR ČR 2013   | Tábor              | Kateřina Čechová                | 11,37         | Barbora Procházková     | Petra Urbánková              |
| MR ČR 2014   | Ostrava            | Martina Štychová                | 11,87         | Petra Urbánková         | Iveta Mazáčová               |
| MR ČR 2015   | Plzeň              | Barbora Procházková             | 11,81         | Jana Slaninová          | Martina Schmidová            |
| MR ČR 2016   | Tábor              | Barbora Procházková             | 11,51         | Nikola Bendová          | Martina Štychová             |
| MR ČR 2017   | Třinec             | Klára Seidlová                  | 11,57         | Nikola Bendová          | Barbora Procházková          |
| MR ČR 2018   | Kladno             | Klára Seidlová                  | 11,64         | Marcela Pírková         | Lucie Domská                 |
| MR ČR 2019   | Brno               | Klára Seidlová                  | 11,38         | Nikola Bendová          | Marcela Pírková              |
| MR ČR 2020   | Plzeň              | Marcela Pírková                 | 11,61         | Eva Kubíčková           | Jana Slaninová               |
| MR ČR 2021   | Zlín               | Johana Kaiserová                | 11,73         | Natálie Kožuškaničová   | Lucie Mičunková              |
| MR ČR 2022   | Hodonín            | Eva Kubíčková                   | 11,35         | Marcela Pírková         | Klára Seidlová               |
| MR ČR 2023   | Tábor              | Nikola Bendová                  | 11,48         | Karolína Maňasová       | Natálie Kožuškaničová        |
| MR ČR 2024   | Zlín               | Karolína Maňasová               | 11,24 Rek. MR | Natálie Kožuškaničová   | Tereza Lamačová              |
| MR ČR 2025   |                    |                                 |               |                         |                              |